# Zukertort Amstelveen
Zukertort Amstelveen – holenderski klub szachowy z siedzibą w Amstelveen.

## Historia
Klub został założony w grudniu 1884 roku i został nazwany na cześć Johannesa Zukertorta. Początkowo był małym klubem działającym w kawiarniach. W 1892 roku klub zakupił pierwszy zegar szachowy. W 1951 roku zorganizował pierwszy turniej młodzieżowy. W 1972 roku klub połączył się z ASVU – stowarzyszeniem studenckim Wolnego Uniwersytetu w Amsterdamie, przyjmując nazwę SV Amstelveen. W 1974 roku zespół awansował do drugiej ligi. W 1983 roku klub uzyskał awans do Hoofdklasse. W pierwszym sezonie w najwyższej klasie rozgrywkowej Zukertort zajął piąte miejsce. W sezonie 1984/1985 klub zajął trzecie miejsce w lidze, za Volmakiem Rotterdam i L+T Eindhoven. W latach 1989, 1993, 1995 i 1998 klub był czwarty w mistrzostwach kraju. W 2002 roku klub powrócił do nazwy Zukertort Amstelveen. W sezonie 2002/2003 klub uzyskał trzecią pozycję w Meesterklasse, ulegając jedynie De Variant Breda i HSG. W 2005 roku zespół spadł z Meesterklasse, kończąc serię 22 kolejnych sezonów rozegranych w pierwszej lidze. W 2006 roku klub powrócił do Meesterklasse. Sezon 2006/2007 zakończył się spadkiem do niższej ligi. W 2022 roku klub uzyskał awans do Meesterklasse.